# Totonero
El Totonero fue un escándalo de corrupción en el fútbol de Italia profesional, que sucedió en la temporada 1979/80. La policía italiana descubrió una trama de apuestas clandestinas, en la que estaban inmersos jugadores, entrenadores y dirigentes de clubes de la Serie A y la Serie B. El nombre Totonero significa literalmente "quiniela negra".
Entre otras sanciones, el AC Milan y la SS Lazio fueron descendidos administrativamente a la Serie B por su participación en la trama, y se inhabilitó a varios jugadores y dirigentes. El delantero Paolo Rossi estuvo inhabilitado dos años, y cuando su sanción terminó fue convocado por la selección italiana que ganó el Mundial de 1982, convirtiéndose en uno de sus miembros más destacados. Cuando el Mundial terminó, la Federación Italiana de Fútbol remitió las penas a todos los jugadores.

## Historia

### Descubrimiento de la trama
En marzo de 1980, un frutero de Roma, Massimo Cruciani, presentó a la policía una denuncia por estafa. Cruciani colaboró con Álvaro Trinca, dueño de un famoso restaurante en la capital, para contactar con algunos jugadores de la SS Lazio interesados en amañar las quinielas clandestinas, relacionadas con el crimen organizado. Según su versión, los futbolistas habían accedido a maniobrar los resultados de los partidos, a cambio de un porcentaje de los beneficios. Sin embargo, Cruciani se sintió engañado por algunos de los participantes, por lo que destapó la trama. Trinca fue arrestado, y aunque Cruciani huyó de la justicia, fue descubierto y encarcelado pocos días después.
Con el paso de los días, la trama saltó a la prensa italiana y se descubrió que había más implicados. Días después de las primeras detenciones, la fiscalía italiana llamó a declarar a 48 jugadores y dirigentes del fútbol italiano, y el 23 de marzo de 1980 la Guardia di Finanza procedió a la detención de varios jugadores implicados. La fecha coincidió con una jornada de la Serie A y Serie B, por lo que algunos arrestos se produjeron en pleno terreno de juego. La detención más relevante fue la del entonces presidente del AC Milan, Felice Colombo. En cuanto a jugadores, fueron arrestados Stefano Pellegrini (US Avellino), Sergio Girardi (Génova FC), Massimo Cacciatori, Bruno Giordano, Lionello Manfredonia y Giuseppe Wilson (SS Lazio), Guido Magherini (US Lecce), Enrico Albertosi y Giorgio Morini (AC Milan), Guido Magherini (Palermo), y Gianfranco Casarsa, Mauro Della Martira y Luciano Zecchini (AC Perugia). También se forzó a prestar declaración a Paolo Rossi (AC Perugia), Giuseppe Dossena y Giuseppe Savoldi (Bolonia) y Oscar Damiani (Nápoles).
Ya en la cárcel, Felice Colombo confesó que había entregado dinero al portero del Milan, Enrico Albertosi, para que se lo diera a Massimo Cruciani por arreglar una victoria contra la SS Lazio. En su defensa, aseguró que fue intimidado y recibió amenazas por teléfono para dar el dinero. Dicho encuentro se jugó el 6 de enero de 1980 y terminó con victoria milanista por 2:1. También se había descubierto que Paolo Rossi, uno de los jugadores más populares de la época y delantero estrella de la selección italiana, acordó un empate entre el Perugia y el Avellino por 2:2. Pronto comenzaron a surgir sospechas sobre otras estrellas del fútbol italiano, que se vio seriamente dañado por el caso. El estallido de la trama se produjo a pocos meses de la Eurocopa 1980, en la que Italia participaba como anfitriona.

### Sentencias judiciales
El 19 de mayo de 1980, antes de que se celebrara el juicio por la trama en Roma, la Lega Calcio —organismo de fútbol profesional italiano— había decidido sancionar a los implicados en la trama, 18 jugadores y cuatro miembros técnicos, ya con la liga concluida. El más afectado fue el AC Milan, que descendió administrativamente a la Serie B. El portero milanista Albertosi y el presidente Colombo fueron inhabilitados de por vida, y Paolo Rossi fue sancionado en principio por tres temporadas. Avellino, Bolonia y Perugia comenzarían la temporada 1980/81 en Serie A con 5 puntos menos, mientras que la SS Lazio fue multada con 10 millones de liras. Las medidas fueron menores que las solicitadas por la fiscalía.
Dos meses más tarde, la Comisión Federal de Apelaciones de la Federación Italiana corroboró las sanciones y ordenó que la SS Lazio también fuera descendida administrativamente a Serie B. También se decretó que Palermo y Taranto, de la Serie B, comenzarían la temporada 1980/81 con 5 puntos menos. Las penas a perpetuidad para algunos jugadores fueron revocadas por sanciones, siendo la más alta la de Stefano Pellegrini, inhabilitado por seis temporadas. La pena de Paolo Rossi se rebajó de tres a dos temporadas.
El juicio por la trama de apuestas ilegales comenzó en junio, y en diciembre la justicia absolvió a todos los futbolistas implicados, dejando las sanciones a los organismos deportivos. De los participantes en la trama sólo se condenó a Massimo Cruciani, que tuvo que abonar una multa de 300.000 liras y el pago de los costes del proceso.

### Cumplimiento de las sanciones
El escándalo Totonero dañó seriamente la imagen del fútbol italiano, que vio mermada su credibilidad. En la siguiente temporada todos los sancionados cumplieron sus sanciones. La AC Milan consiguió ascender a Serie A en menos de un año, mientras que la SS Lazio subió en la temporada siguiente.
Pese a que Paolo Rossi estuvo dos años de sanción sin jugar, el director técnico de la selección italiana, Enzo Bearzot, le convocó para el Mundial de 1982 al poco tiempo de cumplir su sanción. Pese a las críticas de algunos aficionados por su bajo estado de forma, Italia fue campeón del mundo y Rossi consiguió ser el máximo goleador, con seis tantos.
Al poco tiempo de ganar el Mundial, la Federación Italiana de Fútbol decretó una remisión de penas a los jugadores sancionados, por la que podían volver a jugar a partir de la temporada 1982/83. Para siguientes casos de corrupción, la Federación propuso una pena máxima de cinco años, con posibilidad de redención por buena conducta.

## Sanciones deportivas definitivas

### Serie A

#### Equipos
- Associazione Calcio Milan: descenso a Serie B
- Società Sportiva Lazio: descenso a Serie B
- Unione Sportiva Avellino: 5 puntos de penalización para la temporada 1980/81
- Associazione Calcio Perugia: 5 puntos de penalización para la temporada 1980/81
- Bologna Football Club 1909: 5 puntos de penalización para la temporada 1980/81

#### Cuerpo técnico
- Felice Colombo, presidente del AC Milan: inhabilitación total
- Tommaso Fabbretti, presidente del Bolonia: 1 año
- Riccardo Sogliano, director deportivo del Bolonia: absolución
- Luís Vinício, entrenador del Nápoles: absolución

#### Futbolistas
- Stefano Pellegrini (Avellino): 6 años
- Massimo Cacciatori (SS Lazio): 5 años
- Mauro Della Martira (AC Perugia): 5 años
- Enrico Albertosi (AC Milan): 4 años
- Bruno Giordano (SS Lazio): 3 años y seis meses
- Lionello Manfredonia (SS Lazio): 3 años y seis meses
- Carlo Petrini (Bolonia): 3 años y seis meses
- Giuseppe Savoldi (Bolonia): 3 años y seis meses
- Giuseppe Wilson (SS Lazio): 3 años
- Luciano Zecchini (AC Perugia): 3 años
- Paolo Rossi (AC Perugia): 2 años
- Franco Cordova (Avellino): 1 año y dos meses
- Giorgio Morini (AC Milan): diez meses
- Stefano Chiodi (AC Milan): seis meses
- Piergiorgio Negrisolo (Pescara): cinco meses
- Maurizio Montesi (SS Lazio): cuatro meses
- Franco Colomba (Bolonia): tres meses
- Oscar Damiani (Nápoles): tres meses
- Andrea Agostinelli (Nápoles): absolución
- Giancarlo Antognoni (Fiorentina): absolución
- Claudio Pellegrini (Avellino): absolución

### Serie B

#### Equipos
- Unione Sportiva Città di Palermo: 5 puntos de penalización para la temporada 1980/81
- Associazione Sportiva Taranto Calcio: 5 puntos de penalización para la temporada 1980/81

#### Futbolistas
- Guido Magherini (Palermo): 3 años y seis meses
- Lionello Massimelli (Taranto): 3 años
- Claudio Merlo (US Lecce): 1 año
- Francesco Brignani (Palermo): absolución